# Ragnar Hallberg
Ragnar Fredrik Naucliér Hallberg, född den 24 oktober 1892 i Uddevalla, död den 21 maj 1966 i Göteborg, var en svensk målare.
Han var son till köpmannen och redaren Johan Fredrik Hallberg och Ebba Alsterlund; hans syster var gift med Gösta Sandels och Pär Lagerkvist. Hallberg studerade vid Tekniska skolan och fortsatte därefter sin utbildning vid Althins och Wilhelmsons målarskolor i Stockholm. Han flyttade till Göteborg 1912 och studerade där för Birger Simonsson och Carl Ryd på Valands målarskola samt under studieresor till Köpenhamn 1916 och Frankrike 1920–1926. Han debuterade i Falangens utställning på Liljevalchs konsthall i Stockholm 1922 och genomförde en större retrospektiv utställning på Galleri God konst i Göteborg 1945. Separat ställde han ut på bland annat Svensk-franska konstgalleriet i Stockholm och han medverkade i samlingsutställningar på Göteborgs konsthall och i Paris, Berlin, Hamburg, Lübeck samt Dublin. Hans konst består av figurer, porträttstudier, blomster- och fruktstilleben, landskap från Frankrike samt kust och skogsmotiv från Bohuslän och norra Halland i olja eller tempera. Hallberg är representerad vid Moderna museet  i Stockholm och vid Göteborgs konstmuseum. Ragnar Hallberg är begravd på Kvibergs kyrkogård i Göteborg.